# ألكسندرا بانوفا
ألكسندرا بانوفا (بالروسية: Панова, Александра Александровна) مواليد 2 مارس 1989 في كراسنودار، الجمهورية الروسية السوفيتية الاتحادية الاشتراكية، الاتحاد السوفيتي، هي لاعبة كرة مضرب روسية تلعب باليد اليمنى وتحتل حالياً المرتبة رقم. 166 (8 فبراير 2016) في تصنيف رابطة محترفات كرة المضرب. أعلى تصنيف لها في الفردي كان المركز الـ 71 في سنة 2012.

## الخط الزمني للأداء

### الفردي
مفتاح
| ف | ن | ن.ن | ر.ن | د# | د.م | ل | أ.أ | ت | غ | ب | ف | ذ | م.خ | ل.ت |

(ف) فاز بالبطولة (ن) وصل النهائي (ن.ن) نصف النهائي (ر.ن) ربع النهائي (د#) الأدوار الأربعة الأولى (د.م) دور المجموعات (ل) شارك في كأس ديفيز (أ.أ) خرج من الأدوار الاولى (ت) خسر التصفيات التأهيلية (غ) غاب عن الحدث أو البطولة (ب) حصل على ميدالية برونزية (ف) حصل على ميدالية فضية (ذ) حصل على ميدالية ذهبية (م.خ) بطولة الماسترز خُفضت إلى مرتبة أقل (ل.ت) البطولة لم تعقد في السنة المعينة.
لتجنب الارتباك وازدواجية الحساب، يتم تحديث هذه المعلومات إما في نهاية البطولة، أو عندما تكون مشاركة اللاعب في البطولة قد انتهت.
| الدورة                        | 2009 | 2010 | 2011 | 2012 | 2013 | 2014 | 2015 | فوز / مشاركة | ف-خ |
| ----------------------------- | ---- | ---- | ---- | ---- | ---- | ---- | ---- | ------------ | --- |
| دورات الجراند سلام            |      |      |      |      |      |      |      |              |     |
| بطولة أستراليا المفتوحة للتنس | A    | ت1   | ت1   | ت3   | د1   | ت2   | د2   | 0 / 2        | 1–2 |
| دورة رولان غاروس الدولية      | ت2   | ت1   | ت1   | د1   | ت2   | ت2   | ت1   | 0 / 1        | 0–1 |
| بطولة ويمبلدون                | A    | ت1   | ت1   | د1   | ت1   | ت1   | ت2   | 0 / 1        | 0–1 |
| أمريكا المفتوحة               | ت1   | ت3   | د1   | د1   | ت3   | ت3   | د1   | 0 / 2        | 0–2 |
| فوز-خسارة                     | 0–0  | 0–0  | 0–1  | 0–3  | 0–1  | 0–0  | 1–1  | 0 / 6        | 1–6 |

## روابط خارجية
- ألكسندرا بانوفا على موقع رابطة محترفات التنس (الإنجليزية)
- ألكسندرا بانوفا على موقع الاتحاد الدولي لكرة المضرب (الإنجليزية)
- ألكسندرا بانوفا على موقع كأس بيلي جين كينغ (الإنجليزية)
- ألكسندرا بانوفا على موقع بطولة ويمبلدون (الإنجليزية)
- ألكسندرا بانوفا على موقع خلاصة التنس.كوم (الإنجليزية)
- ألكسندرا بانوفا على موقع إي إس بي إن.كوم (الإنجليزية)